# قلعة محمدي (غيفان)
قلعة محمدي (بالفارسية: قلعه محمدی) هي قرية تقع في إيران في قسم غیفان الريفي. يقدر عدد سكانها بـ 665 نسمة .